# San Francisco de Pampa Elera Alto
San Francisco de Pampa Elera Alto es un caserío peruano ubicado en el distrito de Las Lomas, perteneciente a la provincia y departamento de Piura, al norte del Perú. 

## Ubicación
San Francisco de Pampa Elera Alto se ubica al noreste de la provincia de Piura, en el distrito de Las Lomas, en el departamento de Piura.

## Demografía
En 2017 San Francisco de Pampa Elera Alto tenía una población de 162 habitantes.